# Естонія в Європейському Союзі
Естонія подала офіційну заявку на членство в 1995 році і стала членом Європейського Союзу в 2004 році. Шенгенська візова зона була застосована до Естонії в 2007 році, а грошова реформа 2011 року ввела євро замість естонських крон. У другій половині 2017 року Естонія головувала в Раді Європейського Союзу.
Законодавство Європейського Союзу має перевагу над Естонським. Завдяки належності до Європейського Союзу всі громадяни Естонії автоматично також є громадянами Європи .
Від Естонії обрано 7 депутатів Європарламенту.

## Вступ Естонії до Європейського Союзу

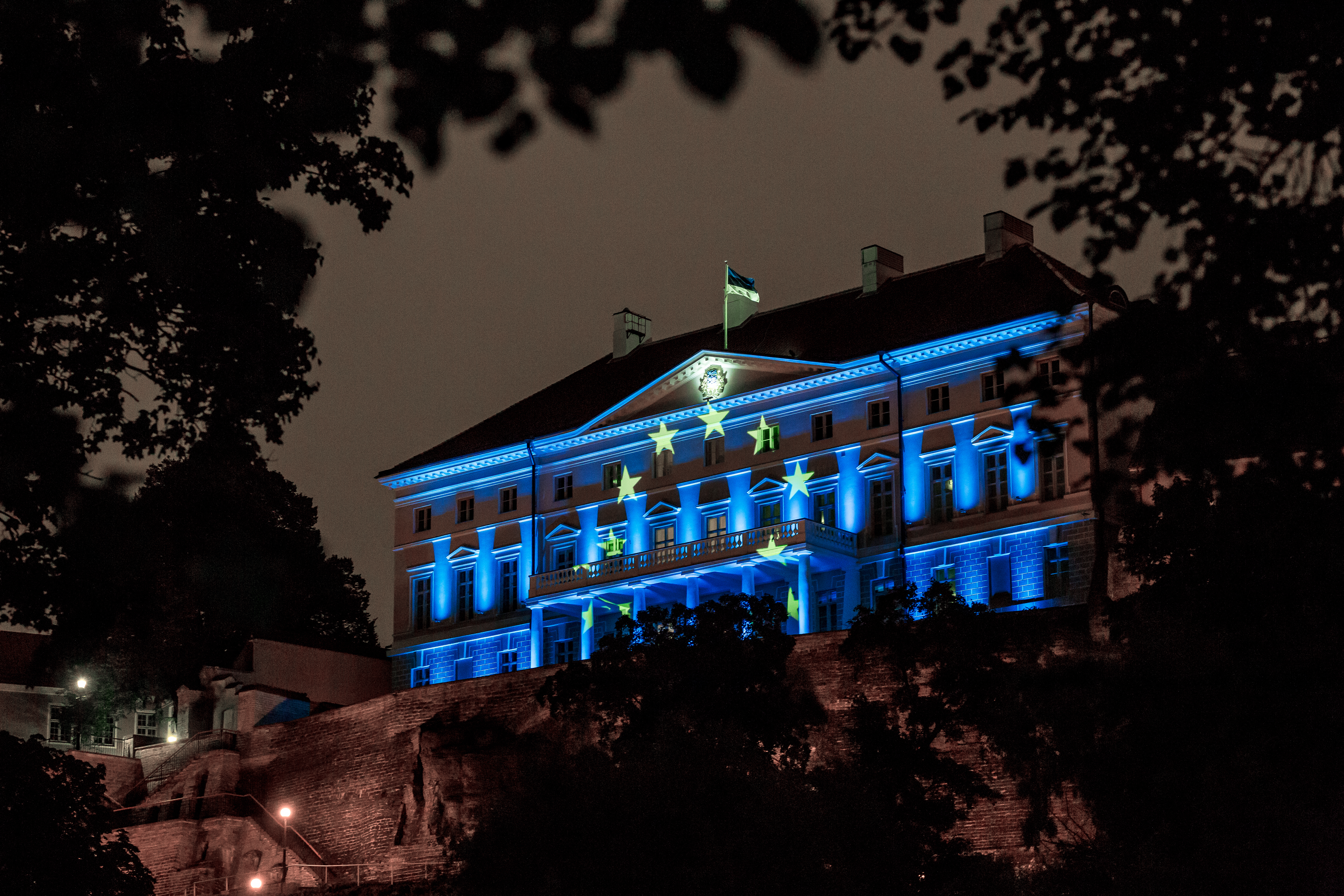
Будинок Стенбока у кольорах прапора Європейського Союзу

Естонія, Латвія та Литва підписали угоди про асоціацію з Європейським Союзом у червні 1995 року. Естонія подала свою офіційну заявку на вступ до Європейського Союзу 28 листопада 1995 року, і її підписав прем'єр-міністр Естонії Тійт Вяхі. Рада Європейського Союзу вирішила відкрити переговори про вступ у грудні 1997 року і завершила їх у грудні 2002 року. У квітні 2003 року президент Арнольд Рюйтель і міністр закордонних справ Крістіна Оюланд підписали Договір про приєднання.
14 вересня 2003 року відбувся референдум про вступ до Європейського Союзу, 2/3 учасників висловилися за вступ до Європейського Союзу. 1 травня 2004 року Естонія разом з дев'ятьма іншими країнами стала членом Європейського Союзу.

## Головування Естонії в Раді Європейського Союзу

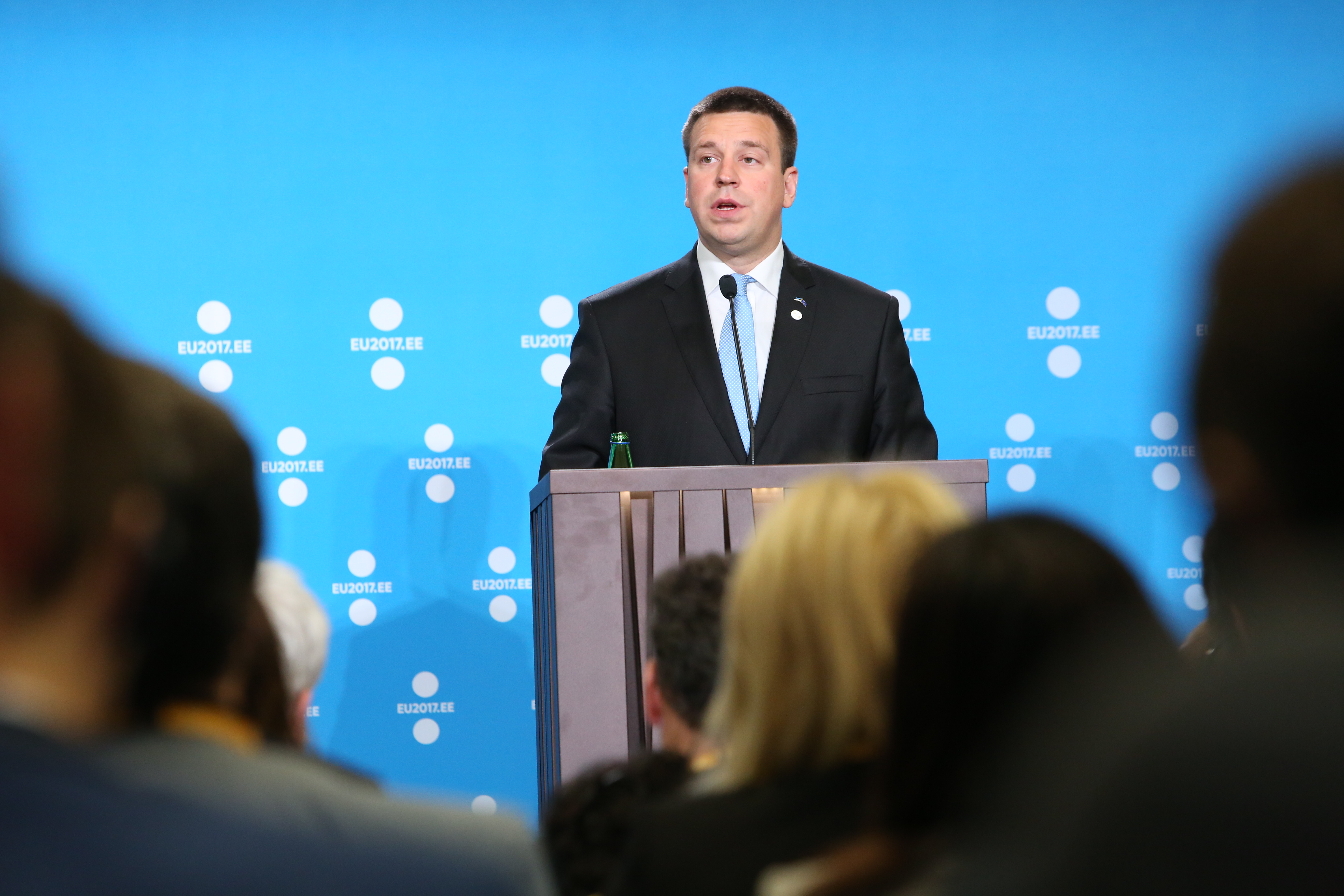
Прем'єр-міністр Естонії Юрі Ратас виступає на прес-конференції, пов'язаної з президентством

Відповідно до узгодженого графіка, роботою Ради Європейського Союзу керують усі країни-члени Європейського Союзу протягом шести місяців. Перше головування Естонії в Раді Європейського Союзу відбулося у другій половині 2017 року.

## Естонія в Європарламенті

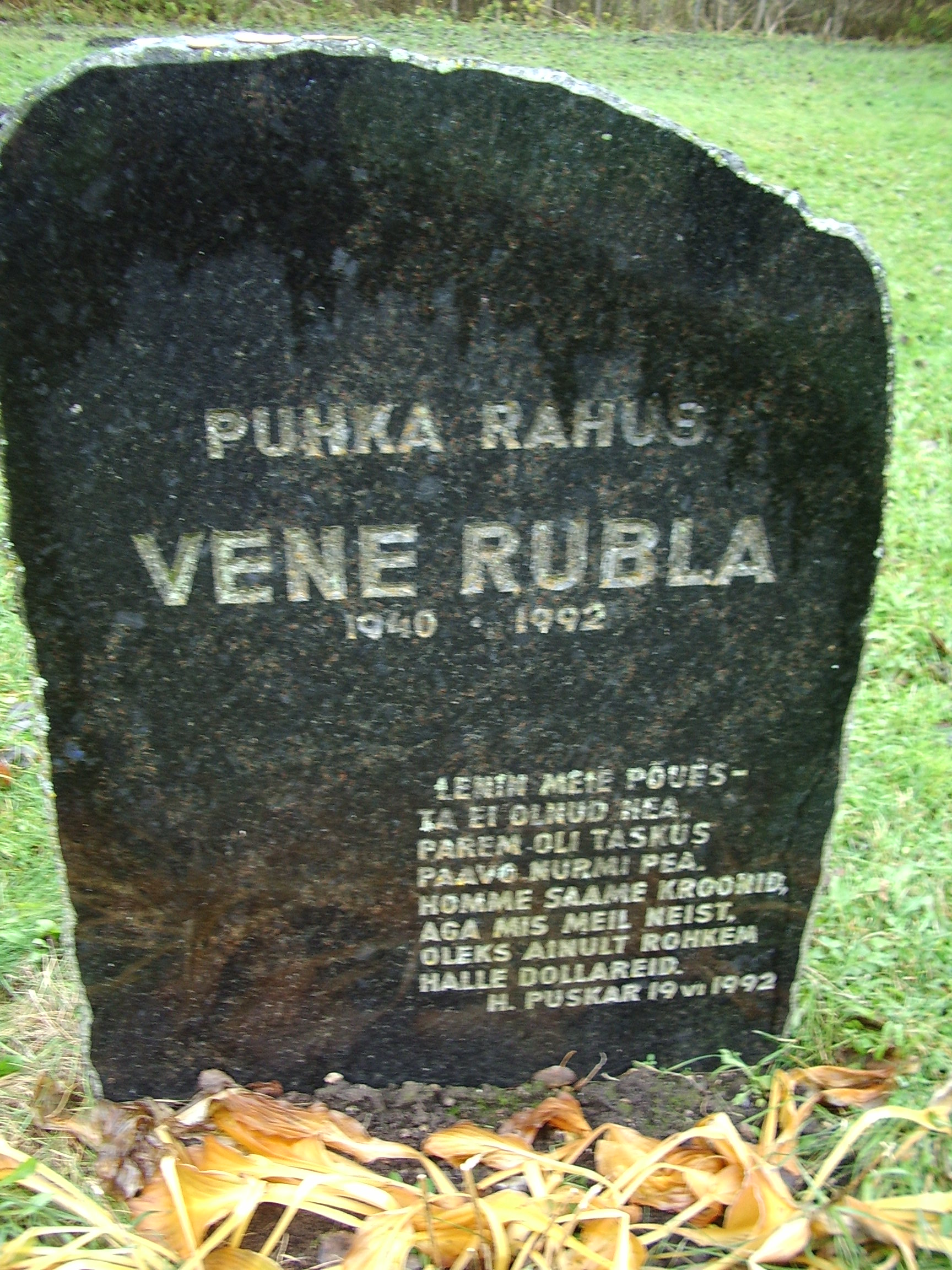
Пам'ятник російським рублям у муніципалітеті Мяр'ямаа в контексті вступу Естонії до єврозони
Фото: Ave Maria Mõistlik, травень 2007

### Вибори до Європарламенту в Естонії
- Вибори до Європарламенту в Естонії 2004 р
- Вибори до Європарламенту в Естонії 2009 року
- Вибори до Європарламенту в Естонії 2014 року
- Вибори до Європарламенту 2019 року в Естонії

### Депутати парламенту обрані від Естонії
До вступу Естонії в Європейському парламенті з 1 травня 2003 року по 30 квітня 2004 року було 6 спостерігачів: Ейкі Берг, Тоомас Гендрік Ільвес, Март Лаар, Сірі Овіір, Янно Рейлян та Тоомас Саві.
У 2004 році три члени Європейського парламенту від соціал-демократів (Тоомас Гендрік Ільвес, Маріанна Мікко та Іварі Падар) і один член від Центристської партії (Сіірі Овіір), IRL (Тунне Келам) і Партії реформ (Тоомас Саві) були обрані від Естонії.
На виборах 2009 року Центристська партія отримала два місця ( Віля Савісаар (як альтернативний член Едгара Савісаара) і Сірі Овіір; перший пізніше перейшов до Партії реформ, а другий продовжував працювати як партія) і Партія реформ ( Крістіна Оюланд; пізніше партія), IRL (Тунне Келам) і SDE (Іварі Падар) і індивідуальний кандидат Індрек Таранд.
На виборах 2014 року Партія реформ (Андрус Ансіп і Кая Каллас) отримала два місця, Центристська партія (Яна Тум), IRL (Тунне Келам) і SDE (Марджу Лауристін), а індивідуальний кандидат Індрек Таранд отримав одне місце. Термін повноважень Ансіпа закінчився 1 листопада 2014 року (замінив Урмас Пает), а термін повноважень Каї Каллас закінчився 5 вересня 2018 року (замінив Ігор Гразін). Термін повноважень Марью Лаурістін закінчився 6 листопада 2017 року, і Іварі Падар став членом Європейського парламенту, замінивши її 4 квітня 2019 року, коли Ханнес Гансо став депутатом Європейського парламенту.
На виборах 2019 року Естонія отримала два місця в Європарламенті від SDE (Марина Кальюранд, Свен Міксер) і Партії реформ (Андрус Ансіп, Урмас Пает), а також одне місце від Центристської партії (Яна Тоом) і EKRE (Яак Медісон). Після виходу Сполученого Королівства з Європейського Союзу партія Батьківщини (Ріхо Террас) отримала додаткове місце 1 лютого 2020 року.

## Комісари Європейської Комісії
Європейська комісія має 28 членів, по одному від кожної країни-члена. Комісарами, обраними від Естонії, були Сіім Каллас (2004–2014), Андрус Ансип (2014–2019) та Кадрі Сімсон (2019–...).

## Частка Естонії в бюджеті Європейського Союзу
У період 2014–2020 років Естонія сплатить до бюджету ЄС близько 1,4 млрд євро і отримає там близько 5,9 млрд євро.